# Blaue Palmlilie

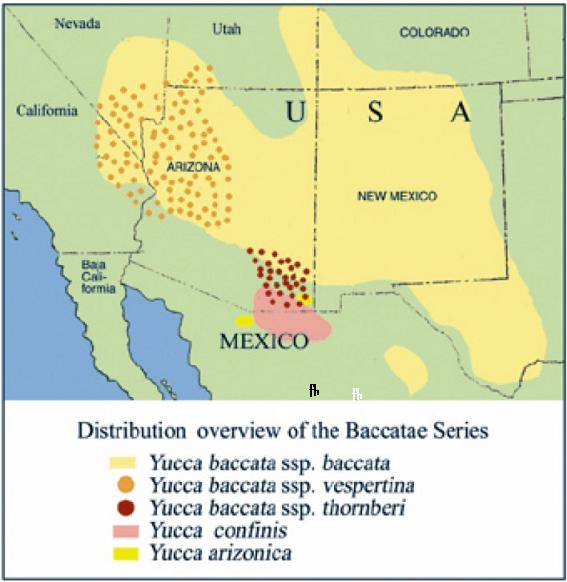
Verbreitungsgebiet der Serie Baccatae in der Sektion Yucca.

Die Blaue Palmlilie (Yucca baccata) (Trivialnamen in anderen Sprachen: Banana Yucca, Datil Yucca) ist eine Pflanzenart der Gattung der Palmlilien (Yucca) in der Familie der Spargelgewächse (Asparagaceae).

## Beschreibung
Die solitär wachsende Blaue Palmlilie ist stammlos oder bildet selten einen kurzen Stamm, jedoch formt sie manchmal Klumpen. Die variablen blauen bis grünen Laubblätter sind 0,3 bis 0,7 Meter lang und bilden an den Blatträndern Fasern.
Der zwischen den Blättern beginnende kurze aufrechte oder zur Seite geneigte, verzweigte, dichte Blütenstand wird 0,5 bis 0,8 Meter hoch und ragt kaum über die Blätter hinaus. Die hängenden, länglichen, Blüten sind 4 bis 10 Zentimeter lang und 1 bis 3 Zentimeter breit. Die sechs Blütenhüllblätter sind überwiegend weiß bis cremefarben. Die äußeren Blütenhüllblätter sind teilweise rötlich bis violettfarben. Die Blütezeit reicht von April bis Juli.
Aufgrund des riesigen Verbreitungsgebietes sind die Pflanzen sehr variabel.
Die Art ist bei trockenem Stand frosthart bis minus 20 °C. In Albuquerque und Santa Fé (New Mexico), Twin Falls (Idaho) und Denver (Colorado) sind alte Exemplare zu sehen. In Mannheim wachsen mehrere 20 bis 30 Jahre alte Exemplare ungeschützt im Freiland.

## Verbreitung
Yucca baccata ist in der Chihuahua-Wüste, Sonora-Wüste in Mexiko, in den USA in der Great-Basin-Wüste, der Mojave-Wüste, in den Staaten Utah, Kalifornien, Nevada, Arizona, Colorado, New Mexico, Texas in Pinyon-Juniper Waldland, in Bergregionen in Höhenlagen zwischen 1500 und 2500 Meter verbreitet. Vergesellschaftet ist diese Art oft mit einer Vielzahl verschiedener Yucca-, Agaven-, Sclerocactus, Pediocactus sowie Navajoa-Arten und mit Toumeya papyracantha.

## Systematik
Der Name bezieht sich auf die Frucht (berry-like).
Die Erstbeschreibung durch John Torrey unter dem Namen Yucca baccata ist 1859 veröffentlicht worden.
Es werden folgende Unterarten unterschieden:
- Yucca baccata subsp. baccata
- Yucca baccata subsp. vespertina (McKelvey) Hochstätter
- Yucca baccata subsp. thornberi (McKelvey) Hochstätter

Yucca baccata ist ein Vertreter der Sektion Yucca, Serie Baccatae.

## Bilder
Yucca baccata:

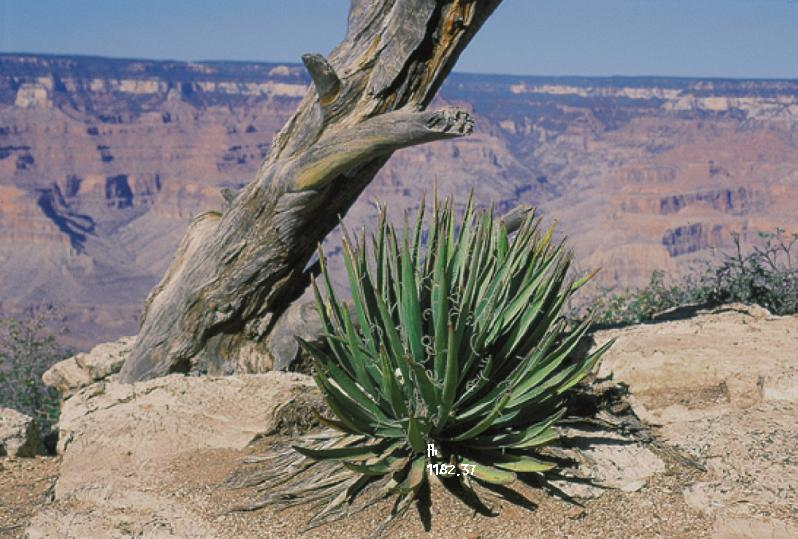
Am South Rim, Grand Canyon in Arizona.
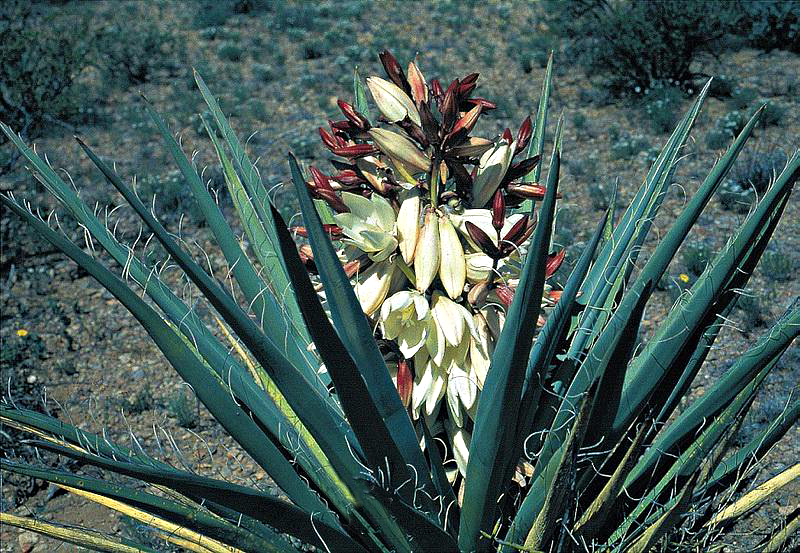
Mit zum Teil roten Blütenhüllblättern in New Mexico.
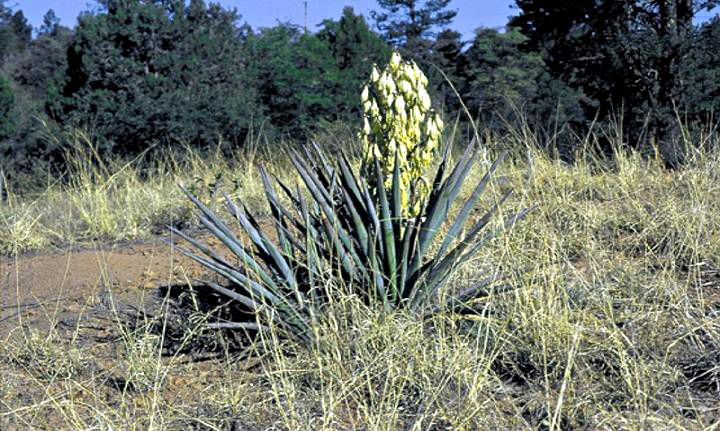
In trockenem Grasland in Arizona.
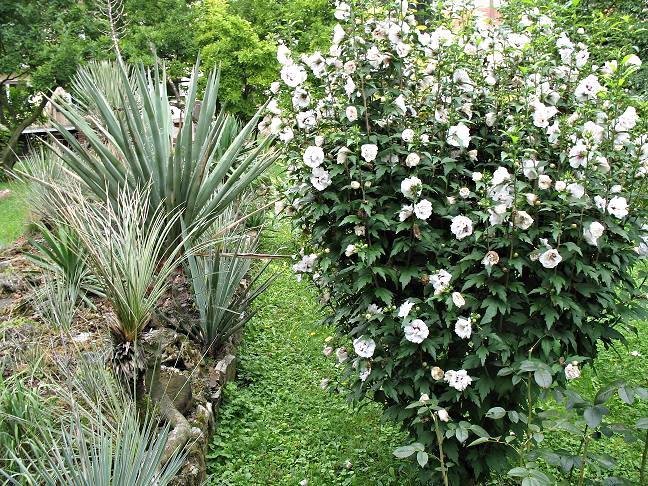
30 Jahre altes Exemplar in Kultur.